# Classe Dream
La classe Dream è una categoria di navi da crociera progettata per il gruppo crocieristico Carnival Corporation & PLC per i marchi controllati Costa Crociere e Carnival Cruise Line.

## Storia
Il 14 dicembre 2005, Carnival ordina la prima nave della classe Dream presso il cantiere navale della Fincantieri a Monfalcone. Carnival Dream, è stata varata il 4 febbraio 2008 a Monfalcone. La nave è entrata in servizio il 21 settembre 2009, undici mesi dopo il varo.
La seconda unità, Carnival Magic, è stata varata il 12 gennaio 2010. La nave ha debuttato il 1º maggio 2011.
La terza unità per Carnival, Carnival Breeze, è stata varata il 16 settembre 2011. è entrata in servizio il 3 giugno 2012.
Costa Diadema, è l'ultima unità della classe ed è destinata alla Costa Crociere. La nave è stata varata il 15 novembre 2013 ed è entrata in servizio il 7 novembre 2014.
Tutte le navi sono state costruite dai cantieri navali di Fincantieri a Sestri Ponente e Marghera.

## Caratteristiche
Il progetto è un'evoluzione della classe Concordia e della classe Conquest. Le navi presentano un nuovo scafo ridisegnato con delle linee morbide e armoniose che permettono la completa visuale da qualunque balcone ci si affacci dalla nave. Tra le aggiunte più importanti è possibile elencare la presenza di una passeggiata esterna lunga 500 metri che si estende per tutto il ponte 5 in cui sono presenti dei bar e quattro vasche idromassaggio a sbalzo sul mare.

## Unità della classe
La classe, comprendente in totale di 4 navi in servizio, è composta da:
| Nave            | Immagine | Bandiera | Stazza  | Stato       | Armatore             | Varo              | Entrata in servizio | Cantiere                                            | Numero IMO | Note                            |
| --------------- | -------- | -------- | ------- | ----------- | -------------------- | ----------------- | ------------------- | --------------------------------------------------- | ---------- | ------------------------------- |
| Carnival Dream  |          |          | 128 250 | In servizio | Carnival Cruise Line | 4 febbraio 2008   | 21 settembre 2009   | Fincantieri Cantiere navale di Monfalcone (Gorizia) | 9378474    | Prima unità della classe        |
| Carnival Magic  |          |          | 128 000 | In servizio | Carnival Cruise Line | 12 gennaio 2010   | 1º maggio 2011      | Fincantieri Cantiere navale di Monfalcone (Gorizia) | 9378486    |                                 |
| Carnival Breeze |          |          | 128 052 | In servizio | Carnival Cruise Line | 16 settembre 2011 | 3 giugno 2012       | Fincantieri Cantiere navale di Monfalcone (Gorizia) | 9555723    |                                 |
| Costa Diadema   |          |          | 133 000 | In servizio | Costa Crociere       | 15 novembre 2013  | 30 ottobre 2014     | Fincantieri Cantiere navale di Marghera (Venezia)   | 9636888    | La più grande nave della classe |

## Galleria d'immagini

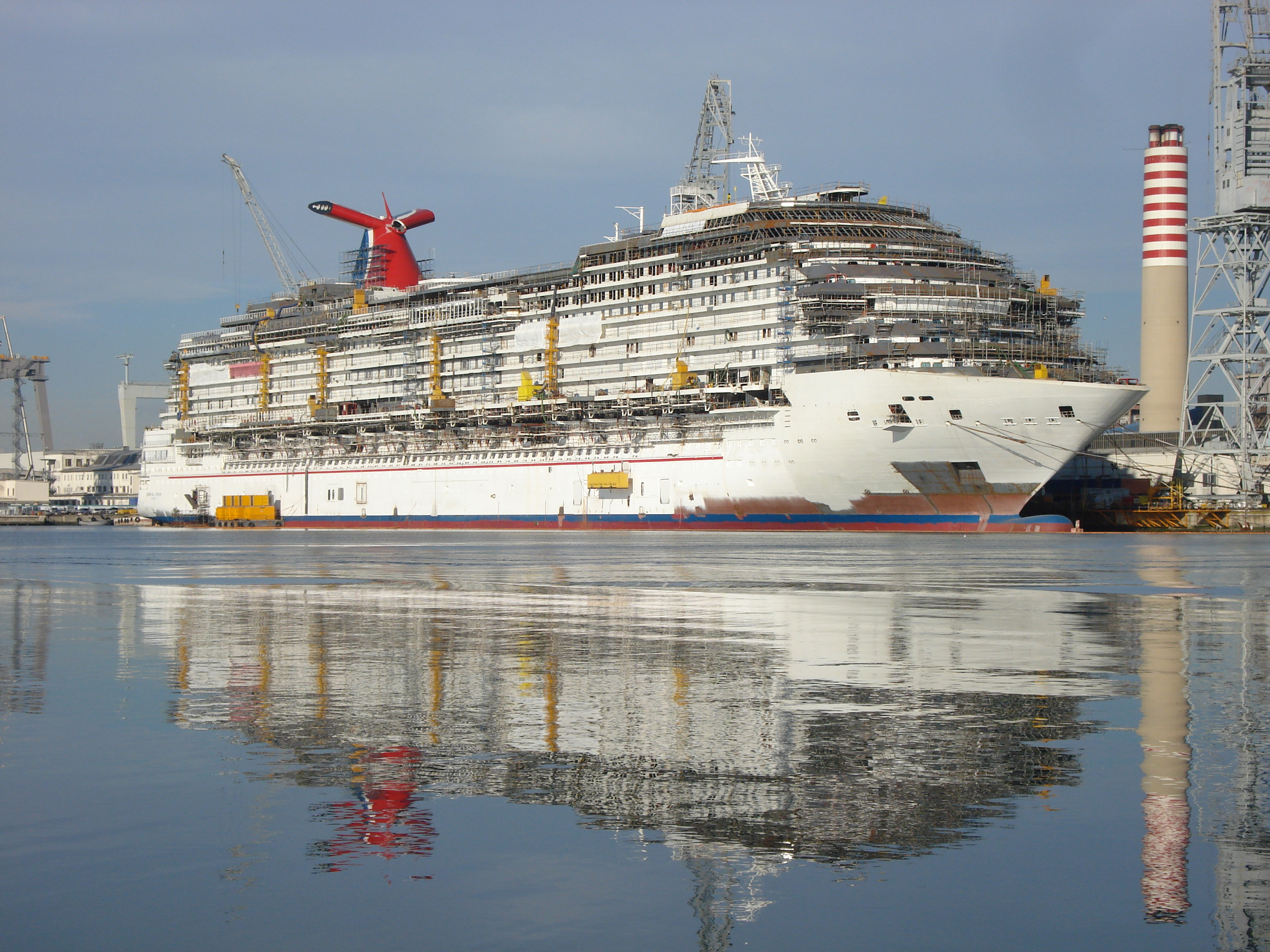
Carnival Dream in costruzione
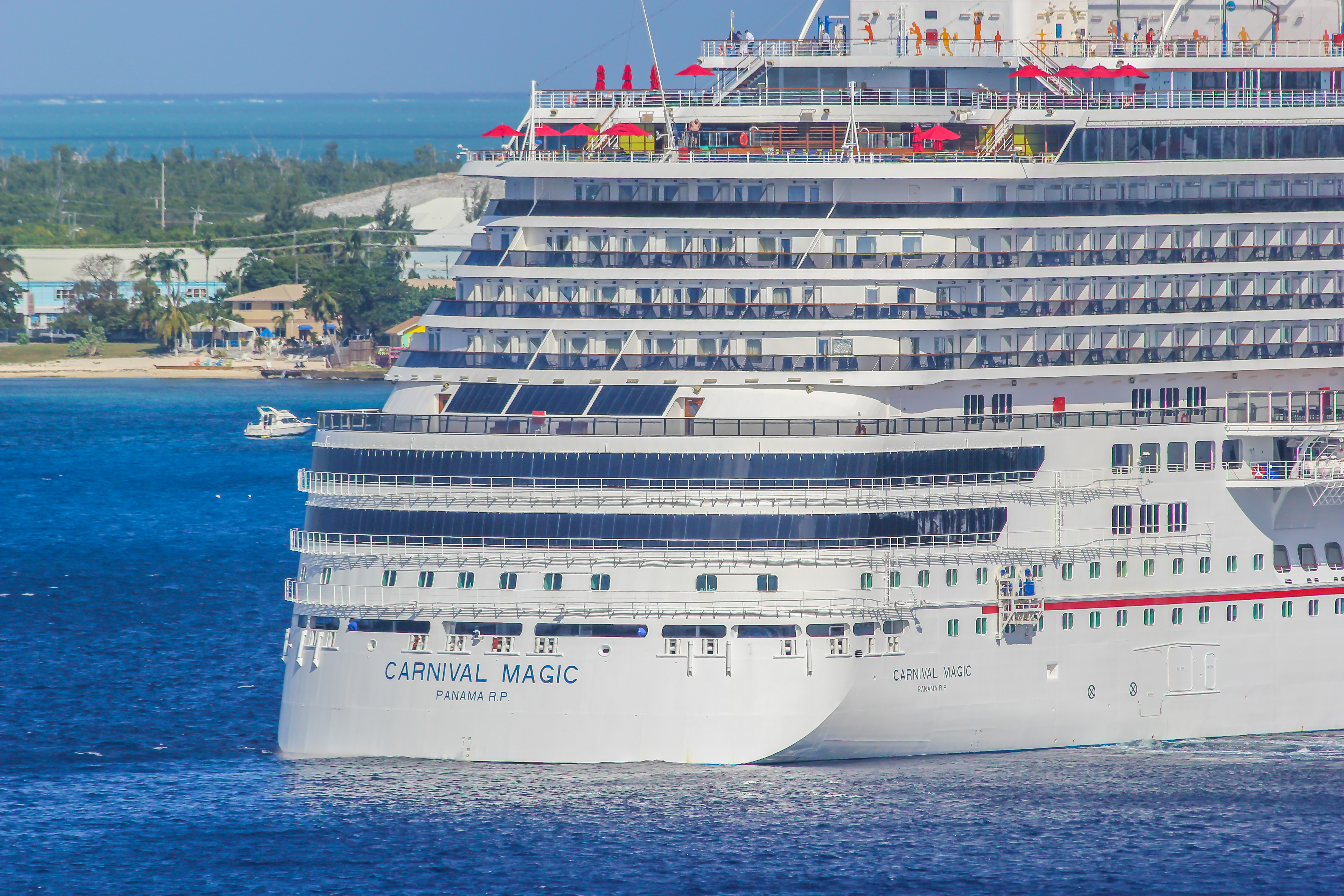
Vista poppiera della Carnival Magic